# Maksimijan
Maksimijan (latinsko Marcvs Avrelivs Valerivs Maksimianvs) z vzdevkom Herkulij je bil cesar Rimskega cesarstva, ki je z nekaj prekinitvami vladal od leta 286 do 305, * okoli 250, Sirmij, Rimsko cesarstvo, † okoli julija 310. Masilia, Rimsko cesarstvo.
V letih 285 in 286 je bil cezar od leta 286 do 305 pa avgust. Naslov avgusta je delil s svojim nadrejenim socesarjem  Dioklecijanom, katerega politične spretnosti so dopolnjevale Maksimijanovo vojaško moč. Maksimijan je za svoj sedež izbral Trier, vendar je večino svojega časa preživel na vojnih pohodih. Konec leta 285 je zatrl upornike v Galiji, znane kot Bagaudi. V letih 285 do 288 se je boril proti germanskim plemenom ob meji na Renu. Skupaj z Dioklecijanom je leta 288 prodrl globoko v alemansko ozemlje in s strategijo požgane zemlje začasno razbremenil Porenje pred grožnjo germanske invazije. 
Karavzij, ki ga je Maksimijan imenoval za policaja obal Rokavskega preliva, se je leta 286 uprl, kar je povzročilo odcepitev Britanije in severozahodne Galije od Rimskega cesarstva. Maksimijanu ni uspelo odstaviti Karavzija, njegovo invazijsko ladjevje pa je bilo leta 289 ali 290 uničeno v viharju. Maksimijanov podrejeni sovladar Konstancij Klor je vodil kampanjo proti Karavzijevemu nasledniku Alektu, medtem ko je Maksimijan držal mejo na Renu. Leta 296 je bil voditelj upornikov odstavljen in Maksimijan je odšel proti jugu, da bi se boril proti piratom ob obali Hispanije in vpadom Berberov v Mavretaniji (sedanji Magreb). Ko so se te kampanje leta 298 zaključile, je odpotoval v Italijo, kjer je živel udobno do leta 305. 1. maja 305 je na Dioklecijanov ukaz odstopil, prepustil položaj avgusta Konstanciju in se umaknil v južno Italijo.
Konec leta 306 je spet prevzel položaj avgusta  in podprl upor svojega sina Maksencija v Italiji. Aprila 307 je poskušal svojega sina odstaviti, a mu ni uspelo. Pobegnil je na dvor Konstancijevega naslednika Konstantina v Trierju. Na zboru v Karnuntu novembra 308 sta Dioklecijan in njegov naslednik Galerij prisilila Maksimijana, da se odreče svoji zahtevi po cesarskem položaju. V začetku leta 310 je Maksimijan poskušal zasesti Konstantinov položaj, medtem ko je Konstantin vodil pohod na Ren. Poskus je imel zelo majhno podporo. Konstantin ga je v Masiliji ujel, Dioklecijan pa ga je leta sredi leta 310 prisilil, da je naredil samomor. Med Konstantinovo vojno z Maksencijem so bile vse Maksimijanove podobe odstranjene z javnih mest. Ko je Konstantin odstavil in ubil Maksencija, je bil Maksimijan rehabilitiran in pobožen.

## Zgodnje življenje
Rojen je bil okoli leta 250 pri Sirmiju (sedanja Sremska Mitrovica, Srbija) v provinci Panoniji v družini malih trgovcev. Nekateri antični viri nejasno namigujejo, da je bil iz Ilirika, omenjajo njegove panonske vrline in ostro vzgojo na v vojni razdejani meji na Donavi. Vstopil je v rimsko vojsko in z Dioklecijanom služil pod cesarjema Avrelijanom (vladal  270–275) in Probom (vladal 276–282). Verjetno je sodeloval v Karovi mezopotamski kampanji leta 283 in se udeležil Dioklecijanove izvolitve za cesarja 20. novembra 284 v Nikomediji. Hitro Dioklecijanovo imenovanje Maksimijana za cezarja pisatelj Stephen Williams in zgodovinar Timothy Barnes razlagata s tem, da sta bila moža dolgotrajna zaveznika, da sta bili njuni vlogi vnaprej dogovorjeni in da je Maksimijan verjetno podpiral Dioklecijana med njegovo kampanjo proti cesarju Karinu (vladal 283–285). Za njuno razlago ni nobenega neposrednega dokaza.
S svojo veliko energijo, trdnim in agresivnim značajem in nenaklonjenostjo uporu je bil Maksimijan privlačen kandidat za cesarsko funkcijo. Avrelij Viktor, zgodovinar iz 4. stoletja, je Maksimijana opisal kot "kolegialnega in zaupanja vrednega v prijateljstvu, nekoliko drznega in moža z veliko vojaškega talenta". Maksimijan je bil ne glede na te lastnosti neizobražen in je raje deloval kot mislil. Panegirik iz leta 289, ki njegove zmage primerja z zmagami Scipiona Afričana nad Hanibalom med drugo punsko vojno, omenja, da Maksimijan ni nikoli slišal zanje. Njegove ambicije so bile povsem vojaške, politiko pa je prepustil Dioklecijanu. Krščanski teolog in učitelj retorike Laktancij (250-340) je zapisal, da je Maksimijan delil Dioklecijanovo osnovno držo, vendar je bil manj čist v svojem okusu, in izkoristil čutne priložnosti, ki jih je imel na cesarskem položaju. Laktanij ga je obtožil, da je oskrunil hčere senatorjev in potoval z mladimi devicami, da bi zadovoljil svoje neskončno poželenje. Laktanijevo verodostojnost spodkopava njegova splošna sovražnost do poganov.
Maskimijan je imel s svojo sirsko ženo Evtropijo dva otroka: Maksencija in Fausta. O njunih rojstnih datumih ni nobenega zapisa. Maksencij naj bi bil po sodobnih ocenah rojen med letoma 276 in 283, najverjetneje okoli leta 289 ali 290. Teodoro, ženo Konstancija Klora, starodavni viri pogosto imenujejo Maksimijanova pastorka. To bi lahko pomenilo, da je bila rojena v prejšnjem Evtropijinem zakonu z Afranijem Hanibalijanom. Barnes to stališče izpodbija in pravi, da vsi viri svoje podatke črpajo iz delno nezanesljivega zgodovinskega dela Enmannsche Kaisergeschichte, medtem ko drugi, bolj zanesljivi viri o njej govorijo kot o Maksimijanovi hčerki.  Barnes sklepa, da je bila Teodora rojena najkasneje okoli leta 275 neimenovani prejšnji Maksimijanovi ženi, verjetno eni od Hanibalijanovih hčera.

## Imenovanje za cezarja
Dioklecijan je julija 285 v Mediolanu (sedanji Milano, Italija) razglasil Maskimijana za svojega sovladarja oziroma cezarja. Razlogi za njegovo imenovanje so večplastni. V vseh provincah cesarstva od Galije do Sirije in Egipta do spodnje Donave so se dogajali konflikti, zato je Dioklecijan potreboval pomočnika, da bi lahko obvladal kaotično stanje. Zgodovinar Stephen Williams trdi, da se je Dioklecijan imel za povprečnega generala in je za večino svojih bitk potreboval človeka, kakršen je bil Maksimijan.
Razen tega je bil Dioklecijan ranljiv, ker ni imel sinov. Imel je le hčerko Valerijo, ki ga ni mogla naslediti, zato je bil prisiljen poiskati sovladarja izven svoje družine. Ta sovladar je moral biti hkrati nekdo, ki mu je zaupal. Zgodovinar William Seston je trdil, da je Dioklecijan, tako kot cesarji brez dedičev pred njim, Maksimijana ob njegovem imenovanju sprejel za svojega filiusa Augusti (avgustovski sin, posvojenec). Nekateri se z njim strinjajo strinjajo, zgodovinar Frank Kolb pa je njegovo mnenje izpodbijal, ker je temeljilo na napačnem branju papiroloških dokazov. Maksimijan je privzel Dioklecijanov nomen (družinsko ime) Valerij.
In ne nazadnje je Dioklecijan vedel, da je vladavina posameznika nevarna in da so v preteklosti že obstajale dvojne vladavine. Cesarja Avrelijan in Prob sta bila kljub svoji vojaški moči zlahka odstranjena z oblasti. V nasprotju z njima so le nekaj let prej cesar Kar in njegovi sinovi vladali skupaj, čeprav ne dolgo. Celo prvi cesar Avgust (vladal  27 pr. n. št.–14 n. št.) je delil oblast s svojimi kolegi, bolj formalni položaji socesarja pa so obstajali od Marka Avrelija (vladal 161–180) dalje. Sistem dveh cesarjev je očitno dobro deloval. 
Okoli leta 287 je bil odnos vladarjev na novo opredeljen tudi v verskem smislu, pri čemer je Dioklecijan prevzel naslov Iovius (Jupiter) in Maksimijan naslov Herculius (Herkul). Naslova sta bila prežeta s simboliko:  Dioklecijan-Jupiter je imel prevladujočo vlogo v načrtovanju in poveljevanju, Maksimijan-Herkul pa junaško vlogo izpolnjevanja dodeljenih nalog. Cesarja kljub simboliki nista bila "bogova", čeprav so ju v cesarskih panegirikah opevali kot takšna. Namesto tega sta bila orodje bogov, ki so vsiljevali božjo voljo na zemlji. Ko so se obredi končali, je Maksimijan prevzel nadzor nad zahodnim delom cesarstva in bil poslan v Galijo, da bi se boril proti upornim Bagaudom, medtem ko se je Dioklecijan vrnil na vzhod.

## Prvi pohodi v Galiji in Germaniji
Galski Bagaudi so skrivnostno ljudstvo, ki se v antičnih virih pojavlja bežno, prvič leta 285. Evtropij, rimski zgodovinar iz 4. stoletja, jih je opisal kot podeželsko ljudstvo pod vodstvom Amanda in Elijana, medtem ko jih je Viktor imenoval razbojniki. Zgodovinar David S. Potter trdi, da so bili več kot kmetje in so iskali bodisi galsko politično avtonomijo bodisi ponovno ustoličenje nedavno odstavljenega cesarja Kara, rojenega v Narbonski Galiji (sedanja južna Francija). Če je to res, so bili uporni rimski vojaki in ne razbojniki. Bili so slabo opremljeni, vodeni in usposobljeni, kar se ne ujema s podobo rimskih legionarjev, vendar dovolj moteči, da je Dioklecijan proti njim poslal svojo vojsko. Maksimijan je bil med pripravami na pohod proti Bagaudom vpleten v pokol koptskih krščanskih čet iz štabne enote, ki so se v začetku leta 285 uple v Tebah pri Aucanusu v sedanji Švici.
Maksimijan se je na pohod proti Bagaudom odpravil sredi leta 285. Podrobnosti pohoda so malo znane in brez taktičnih podrobnosti. Zgodovinski viri opevajo samo Maksimijanove vrline in zmage. Hvalnica iz leta 289 pravi, da je upornike porazil z mešanico strogosti in popustljivosti. Ker je bila kampanja usmerjena proti državljanom cesarstva in zato neokusna, ni dobila imena in v seznamih triumfov ni omenjena. Maksimijanov hvalničar o njej piše: "Hitro sem prestopil to epizodo, ker bi jo v svoji velikodušnosti raje pozabil kot proslavljal". Do konca leta se je upor znatno umiril, zato je Maksimijan glavnino svojih sil premaknil na mejo na Renu in napovedal obdobje stabilnosti.
Maksimijan upora Bagaudov ni zatrl dovolj hitro, da bi se izognil reakciji Germanov. Konec leta 285 sta dve germanski vojski, prva iz Burgundov in Alemanov in druga iz Hajbonov in Herulov, prestopili Ren in vdrli v Galijo. Prva vojska je pomrla zaradi bolezni in lakote, drugo pa je Maksimijan prestregel in premagal.  Po zmagi je v Moguntiacumu (Mainz, Nemčija), Treverorumu (Trier, Nemčija) ali Colonii Agrippini (Köln, Nemčija) organiziral svoj štab in se pripravljal na prihodnje kampanje.

## Karavzijev upor
Čeprav je bila večina Galije umirjena, so regije ob Rokavskem prelivu še vedno trpele zaradi frankovskega in saškega piratstva. Kot odgovor na piratstvo je Maksimijan imenoval Karavzija iz Spodnje Germanije (sedanja južna in zahodna Nizozemska) za poveljnika preliva in čiščenje napadalcev. Karavzij se je dobro odrezal in do konca leta 285 polovil veliko piratskih ladij.
Maksimijan je kmalu izvedel, da Karavzij čaka, da pirati končajo plenjenje in jih šele potem napade in zadrži njihov plen, namesto da bi ga vrnil prebivalstvu ali ga dal v cesarsko zakladnico. Odredil je Karavzijevo aretacijo in usmrtitev, zato je Karavzij pobegnil v Britanijo. V Britaniji je dobil močno podporo. Na njegovo stran sta prešli najmanj dve britanski legiji (II. Augusta in XX. Valeria Victrix) in v bližini Boulognea del ali cela legija, verjetno XXX. Ulpia Victrix. Karavzij je hitro odstranil nekaj cesarstvu zvestih častnikov in se razglasil za cesarja Britanije in severne Galije.
Maksimijan se ni veliko vmešaval v upor, ker je bilo vojno ladjevje v Karavzijevih rokah, sam pa je bil zaposlen z dušenjem upora Herulov in Frankov. Karavzij je medtem okrepil svoj položaj s povečanjem flote, najemanjem frankovskih plačancev in dobrim plačevanjem svojih vojakov. Konec leta 286 je bila pod njegovim nadzorom Britanija, večina severozahodne Galije in celotna obala preliva. Začel je kovati svoj denar, ki je bil mnogo bolj čist kot Maksimijanov in Dioklecijanov, s čimer je zaslužil podporo britanskih in galskih trgovcev. Za Karavzijev vpliv in bogastvo so postale dovzetne tudi Maksimijanove vojaške enote.

## Maksimijanova razglasitev za avgusta
Spodbujen s Karavzijevo krizo je Maksimijan 1. aprila 286  privzel naslov avgust. S tem je dobil enak status kot Karavzij in spopad med avgustom in cezarjem se je spremenil v spopad med avgustoma. Maksimijan je bil proglašen tudi za Dioklecijanovega brata in postal njemu enak po avtoriteti in ugledu.
Dioklecijan ni mogel biti prisoten na njegovem imenovanju, ker je bil takrat v Konstantinoplu, zato je bil po mnenju zgodovinarja Seeka uradno uzurpator. Dioklecijan naj bi kasneje priznal njegovo imenovanje verjetno samo zato, da bi se izognil državljanski vojni. Seekova domneva ni imela veliko podpore in je bila nedavno ovržena.  Dioklecijan je Maksimijanu kljub veliki oddaljenosti očitno dovolj zaupal, slednji pa je Dioklecijana dovolj spoštoval, da je deloval skladno z njegovo voljo.
Rimsko cesarstvo teoretično no bilo razdeljeno v dvojno cesarstvu. V praksi je bilo stanje drugačno, saj je imel vsak cesar svoj dvor, vojsko in rezidenco. Cesarska propaganda je po letu 287 še vedno vztrajala na enotnem in nedeljivem Rimu - patrimonium indivisum. Maksimijanov panagerik je leta 289 zapisal: "Tako je, da je ta veliki imperij obema v skupni lasti, brez vsakršnega nesoglasja, saj ne bi zdržal, če bi prišlo do kakršnega koli spora med njima. Oba sta vladala v enako meri, kot nekoč špartanska kralja Herekleja". Uradna državna praznovanja so potekala v imenu obeh cesarjev in v obeh delih cesarstva se je koval enak denar z imeni obeh cesarjev. Dioklecijan je včasih izdal kakšen ukaz v Maksimijanovi province Afriki, Maksimijan pa domnevno enako na Dioklecijanovem ozemlju.

## Pohodi proti porenskim plemenom

### Pohodi leta 285 do 288
Maksimijan je spoznal, da Karavzijevega upora ne bo mogel zlahka zatreti, zato se je obrnil proti porenskim germanskim plemenom. Ta plemena so bila verjetno večja grožnja miru v Galiji kot Karavzijev upor. Med njimi je bilo veliko Karavzijevih podpornikov, ki so bili na Maksimijanovo srečo pogosto sprti. Maksimijanove akcije ob Renu so trajale od leta 285 do 288, sicer pa se omenja najmanj pet datumov.
Maksimijan je bil prepričan, da so največja grožnja burgundska in alemanska plemena iz Mozele in Vogezov, zato se je najprej obrnil proti njim. V kampanji je uporabljal taktike požgane zemlje, puščal odpadke na njihovi zemlji in zmanjšal njihovo število z lakoto in boleznimi. Za Burgundi in Alemani se je obrnil proti šibkejšim  Herulom in Hajbonom. V enem samem boju jih je potisnil v kot in jih premagal. Boril se je tudi osebno in se vozil po bojni črti, dokler se germanske sile niso zlomile. Rimska vojska je zasledovala bežeče plemenske vojske in jih razbila. Na sovražnike, oslabljene od lakote, je sprožil veliko invazijo preko Rena. Prodrl je globoko na germansko ozemlje in uničill vse, kar je dosegel, da bi dokazal premoč rimskega orožja. Do konca leta 287 je dosegal, da je ostalo Porenje brez germanskih plemen.  Maksimijanov panegirist je zapisal: "Vse, kar vidim za Renom, je rimsko".

### Skupna kampanja proti Alemanom
Na začetku naslednjega leta se je Dioklecijan vrnil z vzhoda in Maksimijan se je začel pripravljati na obračun s Karavzijem. Cesarja sta se tisto leto srečala, vendar ni natančno znano kdaj. Na srečanju sta se verjetno dogovorila za skupno kampanjo proti Alemanom in pomorsko ekspedicijo proti Karavziju. V drugi polovici leta je Maksimijan bliskovito napadel Agri Decumates – regijo globoko na alemanskem ozemlju med gornjim Renom in gornjo Donavo. Dioklecijan je istočasno preko Retije napadel Germanijo. Oba cesarja sta požgala žitna polja in s tem uničila vse vire za preživetje. K cesarstvu sta priključila veliko germanskega ozemlja in ustvarila pogoje za nadaljnje prodiranje na germansko ozemlje. Po vojni so bila obnovljena mesta ob Renu in ustanovljena mostišča na vzhodnem bregu Rena, med njimi Mainz in Köln. Vzpostavljena je bila vojaška meja s trdnjavami, cestami in utrjenimi mesti. Ključna mesta ob meji je povezovala velika vojaška cesta skozi Tornacum (Tournai, Belgija), Bavacum (Bavay, Francija), Atuatuca Tungrorum (Tongeren, Belgija, Mosae Trajectum (Maastricht, Nizozemska) in Köln.

### Konstancij, Genobavd in ponovna naselitev germanskih plemen
V začetku leta 288 je Maksimijan imenoval svojega prefekta pretorijancev Konstancija Klora, moža svoje hčerke Teodore, za poveljnika pohoda proti Karavzijevim zaveznikom Frankom. Franki so obvladovali izlive Rena in onemogočali napade na Karavzija z morja. Konstancij je prodiral skozi frankovsko ozemlje proti severu, pustošil in dosegel obalo Severnega morja. Franki so zaprosili za mir in ga dosegli, Maksimijan pa je za njihovega kralja imenoval odstavljenega frankovskega kralja Genobavda. Kralj je postal rimski vazal in skupaj z manjšino poglavarjev, ki so mu prisegli zvestobo, zagotovil rimsko prevlado na tem ozemlju.
Cesar je dovolil Frizijcem, Salijskim Frankom, Hamavom in drugim plemenom, da se naselijo na ozkem pasu rimskega ozemlja, bodisi med rekama Ren in Waal od Noviomagusa (Nijmegen, Nizozemska) do Traiectuma (Utreht, Nizozemska), bodisi v okolici Trierja. Plemena so se lahko naselila pod pogojem, da priznajo rimsko nadoblast. Njihova prisotnost je zagotovila vir delovne sile in preprečila naselitev drugih frankovskih plemen. Maksimijan je dobil varovalni pas v severnem Porenju in je lahko zmanjšal število vojakov v tej regiji.

## Pohodi v Britanijo in Galijo

### Pohod proti Karavziju
Leta 289 je bil Maksimijan pripravljen vdreti v Karavzijevo Britanijo, vendar mu napad iz neznanega vzroka ni uspel. Leta 289 je je bil cesarjev panegirist optimističen glede možnosti uspeha kampanje, panegirist iz leta 291 pa tega ni omenil. Konstancijev panegirist je omenil, da je bila njegova flota zaradi nevihte izgubljena. To bi lahko bilo res, lahko pa tudi izgovor za zmanjšanje zadrege zaradi poraza. Dioklecijan je svojo turnejo po vzhodnih provincah kmalu zatem prekinil, morda zato, ker je izvedel za Maksimijanov neuspeh. Naglo se je obrnil na zahod in 10. maja 290 prišel do Emese in 1. julija 290 do Sirmija.
Dioklecijan in Maksimijan sta se srečala v Milanu konec decembra 290 ali januarja 291. V mestu so se zbirale velike množice ljudi, cesarja pa sta veliko časa posvetili javnemu razkazovanju. Potter je med drugim domneval, da so bile slovesnosti organizirane tako, da so dokazovale Dioklecijanovo neomajno podporo svojemu omahljivemu kolegu. Vladarja sta o politiki in vojni razpravljala na skrivaj in morda razmišljala o razširitvi cesarskega kolegija, ki bi imel štiri cesarje (tetrarhija). S cesarjema se je sestala tudi delegacija rimskega senata in obnovila sicer redke stike s cesarsko pisarno. Cesarja sta se naslednjič srečala šele leta 303.
Po neuspelem Maksimijanovem napadu na Karavzija leta 289 se je začelo obdobje nelagodnega premirja. Maksimijan je dopuščal Karavzijevo vladavino v Britaniji in na celini, vendar je uradno ni priznal, Karavzij pa je bil zadovoljen z ozemljem, ki ga je posedoval. Dioklecijan česa takega ne bi prenašal. Karavzijeva odcepitev, izzivi na egiptovski, sirski in podonavski meji so ga privedli do spoznanja, da dva cesarja ne moreta upravljati tako obsežnega cesarstva. 1. marca 293 je Maksimijan v Milanu imenoval svojega zeta Konstancija Klora za svojega cezarja. Isti dan ali mesec je Dioklecijan za svojega cezarja imenoval Galerija in vzpostavil tetrarhijo. Konstanciju kot cezarju je bilo jasno, da mora uspeti tam, kjer je Maksimijan odpovedal, in premagati Karavzija.

### Kampanja proti Alektu
Konstancij je dosledno, hitro in učinkovito izpolnil pričakovanja in do leta 293 pregnal karavške sile iz severne Galije. Istega leta je bil Karavzij umorjen in zamenjan z njegovim zakladnikom Alektom. Konstancij se je zatem odpravil proti Renu in Šeldi in premagal Karavzijeve frankovske zaveznike. Za zmago je bil nagrajen z vzdevkom Germanik. Po zmagi se je osredotočil na Britanijo in naslednja leta gradil invazijsko floto. Maksimijan je po Konstancijevem imenovanju za cezarja ostal v Italiji. Bil je seznanjen z vojnimi načrti in se leta 296 vrnil v Galijo. Tam je med Konstancijevo invazijo na Britanijo branil rensko mejo pred napadi Karavzijevij frankovskih zaveznikov. Alekt je bil v bitki s konstancijevim pretorijanskim prefektom Asklepiodolom pri North Downsu ubit. Konstancij se je v Britaniji izkrcal pri Dubrisu (Dover) in se odpravil na pohod proti Londiniju (London), kjer so ga pozdravili kot osvoboditelja.

## Pohodi v Severni Afriki
Po Konstancijevi zmagoviti vrnitvi iz Britanije se je Maksimijan lahko posvetil konfliktom v Mavretaniji (Severna Afrika). V 3. stoletju je rimska oblast v Severni Afriki oslabela in rimska naselja so vedno huje pustošila berberska plemena. Leta 289 je guverner Cezarejske Mavretanije (približno sedanja Alžirija) pridobil začasen predah z zmago nad Bavari in Kvinkvegetani, vendar so se napadalci kmalu vrnili. Leta 296 je Maksimijan zbral vojsko iz pretorijanskih kohort, oglejskih, egiptovskih in podonavskih legionarjev, galskih in nemških pomožnih enot ter traških rekrutov, ki je kasneje istega leta odšla skozi Hispanijo proti Afriki. Pred prečkanjem Gibraltarske ožine v Mavretanijo (približno sedanji Maroko) je morda branila Hispanijo pred napadi Mavrov in frankovskih piratov.
Marca 297 je Maksimijan začel krvavo ofenzivo proti Berberom. Kampanja se je zavlekla in cesar je moral preživeti zimo v Kartagini. Spomladi se je ofenziva nadaljevala. Cesar se ni zadovoljil s tem, da je napadalce pregnal preko rimske meje, ampak je vdrl globoko na berbersko ozemlje.Teren ni bil primeren za rimski način vojskovanja, Berberi pa so bili spretni v gverilski vojni. Pohod se je kljub temu nadaljeval. Vojska je poskušala čim bolj kaznovati berberska plemena, opustošiti njihovo dotlej mirno ozemlje, ubiti čim več ljudi in preživele potisniti v Saharo. Pohod se je končal na začetku leta 298 in Maksimijan se je 10. marca triumfalno vrnil v Kartagino. Tamkajšnji napisi dokazujejo hvaležnost njenih prebivalcev in ga imenujejo redditor lucis aeternae - obnovitelj večne luči. Maksimijan se je v začetku leta 299 vrnil v Italijo, da bi v Rimu proslavil nov triumf.
Po pohodu v Mavretanijo in obisku Rima se je Maksimijan leta 299 vrnil v severno Italijo in živel lagodno življenje v palačah v Milanu in Ogleju. Vojskovanje je prepustil podrejenemu Konstanciju Kloru. V odnosih z rimskim senatom je bil bolj agresiven kot Konstancij. Laktancij trdi, da je več senatorjev teroriziral do te mere, da jih je lažno obtožil in nato usmrtil. Med njimi je bil tudi rimski prefekt leta 301/302. V nasprotju z njim je Konstancij vzdrževal dobre odnose s senatorsko elito in ves čas preživel v aktivni obrambi cesarstva. Med Maksimijanovim počivanjem v Italiji je leta 302 napadel Franke in nadaljeval kampanjo proti germanskim plemenom v zgornjem Porenju.
Po pisanju Avrelija Viktorja je Maksimijam zgradil palačo v bližini svojega rojstnega kraja pri Sirmiju. Njegova bi lahko bila tudi palača v Glaku.

## Upokojitev
Dioklecijanova vicennalia, 20. obletnica njegovega vladanja, se je proslavljala v Rimu leta 303. Nekaj dokazov kaže, da sta se avgusta takrat dogovorila, da se bosta upokojila istočasno in svoja naslova avgusta prenesla na svoja cezarja Konstancija in Galerija. Maksimijanov sin Maksencij in Konstancijev sin Konstantin sta zelo verjetno odraščala slupaj v Nikomediji. Oba sta kasneje postala rimska cesarja. Zdi se, da se Maksimijan še ni želel upokojiti, vendar je bil še vedno pod Dioklecijanovim vplivim in se ni veliko upiral. Pred upokokitvijo je še zadnji trenutek slave doživel na Terentinskih igrah leta 304.
1. maja 305 sta se Dioklecijan in Maksimijan v ločenih slovesnostih v Milanu in Nikomediji hkrati upokojila. Nasledstvo Maksimijanu ni bilo povsem všeč, morda zato, ker sta bila zaradi Galerijevega vpliva za cezarja imenovana Galerijev nekdanji vojaški tovariš Sever in Galerijev nečak Maksimin Daza, oba z dolgo vojaško kariero, in ne Konstantin in Maksencij. Maksimijan je kmalu postal nezadovoljen z novo tetrarhijo, v kateri je Galerij prevzel prevladujoči položaj, ki ga je nekoč imel Dioklecijan. Četudi je Maksimijan vodil slovesnost, na kateri so Severja II. razglasili za cezarja, je bil po dveh letih dovolj nezadovoljen, da je podprl upor svojega sina Maksencija proti novemu režimu.
Dioklecijan se je po upokojitvi umaknil v razkošno palačo, ki jo je zgradil v svoji domovini Dalmaciji blizu Salone. Maksimijan se je umaknil v vile v Kampaniji, Bazilikati ali Sirmiju, kjer je živel lagodno in razkošno življenje.  Čeprav sta bila Dioklecijan in Maksimijan daleč od političnih središč cesarstva, sta ostala dovolj blizu, da sta ohranila stalne stike.

## Maksencijev upor
Po smrti Konstancija Klora 25. julija 306 je naslov avgusta prevzel Konstantin. Galerij s tem ni bil zadovoljen in je Konstantinu ponudil naslov cezarja, ki ga je Konstantin sprejel. Naslov avgusta je pripadel Severju. Maksencij je bil ljubosumen na Konstantinovo moč in 28. oktobra 306 prepričal kohorto cesarskih gardistov, da so ga razglasili za avgusta. Ker se v vlogi avgusta ni počutil prijetno, je poslal Maksimijanu cesarska oblačila in ga nagovoril z "drugič avgust". Ponudil mu je teoretično prejšnji položaj, dejansko pa nekoliko nižjega in z manj moči.
Galerij ni hotel priznati Maksencijevega položaja in je nadenj poslal Severja in vojsko, da bi ga odstavila. Ker je veliko Severjevih vojakov služilo pod Maksimijanom, je večina vojakov sprejela Maksencijevo podkupnino in prestopila na njegovo stran. Sever je pobegnil v Raveno, ki jo je Maksimijan začel oblegati. Ker je bilo mesto močno utrjeno, je Severju ponudil dovolj ugodne pogoje za vdajo, ki jih je Sever sprejel. Maksimijan je po predaji mesta Severja ujel in ga kot talca zadržal v vili južno od Rima. Konec leta 307 je Galerij ponovno napadel Maksencija, vendar mu Rima tudi tokrat ni uspelo zavzeti. S svojo skoraj neokrnjeno vojsko se je umaknil proti severu.
Medtem ko je Maksencij gradil obrambo Rima, se je Maksimijan odpravil v Galijo na pogajanja s Konstantinom. Z njim se je dogovoril, da se bo Konstantin poročil z Maksimijanovo mlajšo hčerko Fausto in bo v Maksencijevem secesionističnem režimu povišan na položaj avgusta. Konstantin naj bi v zameno ponovno potrdil staro družinsko zavezništvo med Maksimijanom in Konstancijem in podprl Maksencijeve cilje v Italiji. V vojni z Galerijem bi ostal nevtralen. Dogovor je bil potrjen z dvojno slovesnostjo v Trierju konec leta 307, na kateri se je Konstantin poročil s Fausto in bil hkrati razglašen za avgusta.
Maskimijan se je pozimi 307–308 vrnil v Rim, kjer se je kmalu sprl s sinom in v začetku leta 308 pred skupščino rimskih vojakov izpodbijal njegovo pravico do vladarskega položaja. Govoril je o bolni rimski vladi, omalovaževal Maksencija, ker jo je oslabil, in z Maksencijevih ramen strgal cesarsko togo. Od vojakov je pričakoval, da ga bodo priznali za avgusta, vendar so se vojaki postavili na Maksencijevo stran. Maksimijan je bil prisiljen sramotno zapustiti Italijo.
11. decembra 308 je Galerij za razrešitev politične krize poklical upokojenega Dioklecijana in Maksimijana na sejo generalnega sveta v vojaškem mestu Carnuntum ob zgornji Donavi. Tam je bil Maksimijan prisiljen ponovno odstopiti. Konstantin je bil degradiran na položaj cezarja, za cezarja na Vzhodu pa je bil imenovan Maksimin II. Licinij, zvest Galerijev vojni tovariš, je bil imenovan za avgusta Zahoda. V začetku leta 309 se je Maksimijan vrnil na Konstantinov dvor v Galiji, edini, ki ga je še želel sprejeti. Ko sta Konstantin in Maksimin na začetku leta 310 odklonila naslavljanje z "avgustova sinova", so v cesarstvu zavladali štirje avgusti.

## Upor proti Konstantinu
Leta 310 se je Maksimijan uprl Konstantinu, medtem ko je bil cesar na pohodu proti Frankom. Z delom Konstantinove vojske je bil poslan na jug v Arles za obrambo pred Maksencijevimi napadi v južni Galiji. Po prihodu v Arles je oznanil, da je Konstantin mrtev, in sam prevzel cesarski škrlat. Vsem, ki so ga bili pripravljeni podpreti, je ponujal podkupnino, vendar je večina vojakov ostala zvesta Konstantinu in Maksimijan je bil prisiljen zapustiti mesto. Konstantin je kmalu izvedel za upor, opustil pohod proti Frankom in se hitro preselil v južno Galijo, kjer se je v Masaliji (Marseille) soočil z bežečim Maksimijanom. Mesto je bilo bolj sposobno vzdržati dolgo obleganje kot Arles, kar sploh ni bilo pomembno, saj so mu zvesti meščani odprli stranska mestna vrata. Maksimijana so ujeli, ga obtožili za zaroto proti Konstantinu in mu tretjič in zadnjič odvzeli naslov avgusta. Konstantin ga je pomilostil in ga hkrati odločno spodbujal k samomoru. Julija 310 se je Maksimijan obesil.
Maksencij se je po Maksimijanovem samomoru starim sporom navkljub predstavljal kot predan sin svojega očeta. Koval je denar z očetovo podobo in oznanil, da namerava maščevati očetovo smrt.
Konstantin je samomor sprva predstavljal kot nesrečno družinsko tragedijo, od leta 311 pa je širil drugo različico. Maksimijan naj bi po pomilostitvi načrtoval Konstantinov umor med spanjem. Za njegov načrt je izvedala Fausta in opozorila Konstantina na evnuha, ki je bdel ob njegovi postelji. Evnuha so ubili, Maksimijana pa aretirali in mu ponudili samomor, ki ga je sprejel. Konstantin je tudi ukazal, da Maksimijana izbrišejo iz spomina, uničijo vse napise, na katerih je omenjen, in odstranijo vsa javna dela z njegovo podobo.
Konstantin je v bitki pri Milvijskem mostu 28. oktobra 312  porazil Maksencija. Maksencij je v bitki padel in Italija je prišla pod Konstantinovo oblast. Maksimijanova vdova Evtropija je prisegla, da Maksencij ni bil Maksimijanov sin, in Maksmijanov spomin so rehabilitirali. Njegovo poboženje pod Maksencijem je bilo razglašeno za nično. Za boga je bil ponovno razglašen verjetno leta 317. Na Konstantinovih kovancih se je po letu 318 začel pojavljati skupaj s Konstancijem in Klavdijem Gotskim kot divus – božanski. Vse tri so slavili kot Konstantinove predhodnike in jih imenovali "najboljši cesarji". Maksimijan je bil po svojih hčerkah Fausti in Flaviji ded ali praded vseh cesarjev, ki so vladali od leta 337 do 363.

## Družinsko drevo
|                                   |                                   |                                   |                                   |                                   |                                   |  |  |                      |                      |                      |                      |                      |                      |  |  | Dioklecijan rimski cesar 284–305 ∞ Priska           |                                                     |                                                     |                                                     |                                                     |                                                     |  |  |                                                             |                                                             |                                                             |                                                             |                                                             |                                                             |  |  |                                    |                                    |                                    |                                    |                                    |                                    |           |           |                                      |                                      |                                      |                                      |                                      |                                      |  |  |                                 |                                 |                                 |                                 |                                 |                                 |
|                                   |                                   |                                   |                                   |                                   |                                   |  |  |                      |                      |                      |                      |                      |                      |  |  |                                                     |                                                     |                                                     |                                                     |                                                     |                                                     |  |  |                                                             |                                                             |                                                             |                                                             |                                                             |                                                             |  |  |                                    |                                    |                                    |                                    |                                    |                                    |           |           |                                      |                                      |                                      |                                      |                                      |                                      |  |  |                                 |                                 |                                 |                                 |                                 |                                 |
|                                   |                                   |                                   |                                   |                                   |                                   |  |  |                      |                      |                      |                      |                      |                      |  |  |                                                     |                                                     |                                                     |                                                     |                                                     |                                                     |  |  |                                                             |                                                             |                                                             |                                                             |                                                             |                                                             |  |  |                                    |                                    |                                    |                                    |                                    |                                    |           |           |                                      |                                      |                                      |                                      |                                      |                                      |  |  |                                 |                                 |                                 |                                 |                                 |                                 |
| sestra                            | sestra                            | sestra                            | sestra                            | sestra                            | sestra                            |  |  | Galerij cesar Vzhoda | Galerij cesar Vzhoda | Galerij cesar Vzhoda | Galerij cesar Vzhoda | Galerij cesar Vzhoda | Galerij cesar Vzhoda |  |  | Galerija Valerija                                   | Galerija Valerija                                   | Galerija Valerija                                   | Galerija Valerija                                   | Galerija Valerija                                   | Galerija Valerija                                   |  |  | Maksimijan socesar 285–286 cesar Zahoda 286–305 ∞ Evtropija | Maksimijan socesar 285–286 cesar Zahoda 286–305 ∞ Evtropija | Maksimijan socesar 285–286 cesar Zahoda 286–305 ∞ Evtropija | Maksimijan socesar 285–286 cesar Zahoda 286–305 ∞ Evtropija | Maksimijan socesar 285–286 cesar Zahoda 286–305 ∞ Evtropija | Maksimijan socesar 285–286 cesar Zahoda 286–305 ∞ Evtropija |  |  |                                    |                                    |                                    |                                    | Evtropija                          | Evtropija                          | Evtropija | Evtropija | Evtropija                            | Evtropija                            |                                      |                                      |                                      |                                      |  |  | Afranij Hanibalijan konzul 292  | Afranij Hanibalijan konzul 292  | Afranij Hanibalijan konzul 292  | Afranij Hanibalijan konzul 292  | Afranij Hanibalijan konzul 292  | Afranij Hanibalijan konzul 292  |
| sestra                            | sestra                            | sestra                            | sestra                            | sestra                            | sestra                            |  |  | Galerij cesar Vzhoda | Galerij cesar Vzhoda | Galerij cesar Vzhoda | Galerij cesar Vzhoda | Galerij cesar Vzhoda | Galerij cesar Vzhoda |  |  | Galerija Valerija                                   | Galerija Valerija                                   | Galerija Valerija                                   | Galerija Valerija                                   | Galerija Valerija                                   | Galerija Valerija                                   |  |  | Maksimijan socesar 285–286 cesar Zahoda 286–305 ∞ Evtropija | Maksimijan socesar 285–286 cesar Zahoda 286–305 ∞ Evtropija | Maksimijan socesar 285–286 cesar Zahoda 286–305 ∞ Evtropija | Maksimijan socesar 285–286 cesar Zahoda 286–305 ∞ Evtropija | Maksimijan socesar 285–286 cesar Zahoda 286–305 ∞ Evtropija | Maksimijan socesar 285–286 cesar Zahoda 286–305 ∞ Evtropija |  |  |                                    |                                    |                                    |                                    | Evtropija                          | Evtropija                          | Evtropija | Evtropija | Evtropija                            | Evtropija                            |                                      |                                      |                                      |                                      |  |  | Afranij Hanibalijan konzul 292  | Afranij Hanibalijan konzul 292  | Afranij Hanibalijan konzul 292  | Afranij Hanibalijan konzul 292  | Afranij Hanibalijan konzul 292  | Afranij Hanibalijan konzul 292  |
|                                   |                                   |                                   |                                   |                                   |                                   |  |  |                      |                      |                      |                      |                      |                      |  |  |                                                     |                                                     |                                                     |                                                     |                                                     |                                                     |  |  |                                                             |                                                             |                                                             |                                                             |                                                             |                                                             |  |  |                                    |                                    |                                    |                                    |                                    |                                    |           |           |                                      |                                      |                                      |                                      |                                      |                                      |  |  |                                 |                                 |                                 |                                 |                                 |                                 |
|                                   |                                   |                                   |                                   |                                   |                                   |  |  |                      |                      |                      |                      |                      |                      |  |  |                                                     |                                                     |                                                     |                                                     |                                                     |                                                     |  |  |                                                             |                                                             |                                                             |                                                             |                                                             |                                                             |  |  |                                    |                                    |                                    |                                    |                                    |                                    |           |           |                                      |                                      |                                      |                                      |                                      |                                      |  |  |                                 |                                 |                                 |                                 |                                 |                                 |
| Maksimin II. cesar Vzhoda 310–313 | Maksimin II. cesar Vzhoda 310–313 | Maksimin II. cesar Vzhoda 310–313 | Maksimin II. cesar Vzhoda 310–313 | Maksimin II. cesar Vzhoda 310–313 | Maksimin II. cesar Vzhoda 310–313 |  |  | Valerija Maksimila   | Valerija Maksimila   | Valerija Maksimila   | Valerija Maksimila   | Valerija Maksimila   | Valerija Maksimila   |  |  | Maksencij rimski cesar 306–321 ∞ Valerija Maksimila | Maksencij rimski cesar 306–321 ∞ Valerija Maksimila | Maksencij rimski cesar 306–321 ∞ Valerija Maksimila | Maksencij rimski cesar 306–321 ∞ Valerija Maksimila | Maksencij rimski cesar 306–321 ∞ Valerija Maksimila | Maksencij rimski cesar 306–321 ∞ Valerija Maksimila |  |  |                                                             |                                                             |                                                             |                                                             |                                                             |                                                             |  |  | Helena                             | Helena                             | Helena                             | Helena                             | Helena                             | Helena                             |           |           | Konstancij Klor cesar Zahoda 305–306 | Konstancij Klor cesar Zahoda 305–306 | Konstancij Klor cesar Zahoda 305–306 | Konstancij Klor cesar Zahoda 305–306 | Konstancij Klor cesar Zahoda 305–306 | Konstancij Klor cesar Zahoda 305–306 |  |  | (?) Flavija Maksimijana Teodora | (?) Flavija Maksimijana Teodora | (?) Flavija Maksimijana Teodora | (?) Flavija Maksimijana Teodora | (?) Flavija Maksimijana Teodora | (?) Flavija Maksimijana Teodora |
| Maksimin II. cesar Vzhoda 310–313 | Maksimin II. cesar Vzhoda 310–313 | Maksimin II. cesar Vzhoda 310–313 | Maksimin II. cesar Vzhoda 310–313 | Maksimin II. cesar Vzhoda 310–313 | Maksimin II. cesar Vzhoda 310–313 |  |  | Valerija Maksimila   | Valerija Maksimila   | Valerija Maksimila   | Valerija Maksimila   | Valerija Maksimila   | Valerija Maksimila   |  |  | Maksencij rimski cesar 306–321 ∞ Valerija Maksimila | Maksencij rimski cesar 306–321 ∞ Valerija Maksimila | Maksencij rimski cesar 306–321 ∞ Valerija Maksimila | Maksencij rimski cesar 306–321 ∞ Valerija Maksimila | Maksencij rimski cesar 306–321 ∞ Valerija Maksimila | Maksencij rimski cesar 306–321 ∞ Valerija Maksimila |  |  |                                                             |                                                             |                                                             |                                                             |                                                             |                                                             |  |  | Helena                             | Helena                             | Helena                             | Helena                             | Helena                             | Helena                             |           |           | Konstancij Klor cesar Zahoda 305–306 | Konstancij Klor cesar Zahoda 305–306 | Konstancij Klor cesar Zahoda 305–306 | Konstancij Klor cesar Zahoda 305–306 | Konstancij Klor cesar Zahoda 305–306 | Konstancij Klor cesar Zahoda 305–306 |  |  | (?) Flavija Maksimijana Teodora | (?) Flavija Maksimijana Teodora | (?) Flavija Maksimijana Teodora | (?) Flavija Maksimijana Teodora | (?) Flavija Maksimijana Teodora | (?) Flavija Maksimijana Teodora |
|                                   |                                   |                                   |                                   |                                   |                                   |  |  |                      |                      |                      |                      |                      |                      |  |  |                                                     |                                                     |                                                     |                                                     |                                                     |                                                     |  |  |                                                             |                                                             |                                                             |                                                             |                                                             |                                                             |  |  |                                    |                                    |                                    |                                    |                                    |                                    |           |           |                                      |                                      |                                      |                                      |                                      |                                      |  |  |                                 |                                 |                                 |                                 |                                 |                                 |
|                                   |                                   |                                   |                                   |                                   |                                   |  |  |                      |                      |                      |                      |                      |                      |  |  |                                                     |                                                     |                                                     |                                                     |                                                     |                                                     |  |  |                                                             |                                                             |                                                             |                                                             |                                                             |                                                             |  |  |                                    |                                    |                                    |                                    |                                    |                                    |           |           |                                      |                                      |                                      |                                      |                                      |                                      |  |  |                                 |                                 |                                 |                                 |                                 |                                 |
|                                   |                                   |                                   |                                   |                                   |                                   |  |  |                      |                      |                      |                      |                      |                      |  |  | Valerij Romul                                       | Valerij Romul                                       | Valerij Romul                                       | Valerij Romul                                       | Valerij Romul                                       | Valerij Romul                                       |  |  | Fausta                                                      | Fausta                                                      | Fausta                                                      | Fausta                                                      | Fausta                                                      | Fausta                                                      |  |  | Konstantin I. rimski cesar 312–324 | Konstantin I. rimski cesar 312–324 | Konstantin I. rimski cesar 312–324 | Konstantin I. rimski cesar 312–324 | Konstantin I. rimski cesar 312–324 | Konstantin I. rimski cesar 312–324 |           |           | Flavij Dalmacij cenzor               | Flavij Dalmacij cenzor               | Flavij Dalmacij cenzor               | Flavij Dalmacij cenzor               | Flavij Dalmacij cenzor               | Flavij Dalmacij cenzor               |  |  | Julij Konstancij konzul 335     | Julij Konstancij konzul 335     | Julij Konstancij konzul 335     | Julij Konstancij konzul 335     | Julij Konstancij konzul 335     | Julij Konstancij konzul 335     |
|                                   |                                   |                                   |                                   |                                   |                                   |  |  |                      |                      |                      |                      |                      |                      |  |  | Valerij Romul                                       | Valerij Romul                                       | Valerij Romul                                       | Valerij Romul                                       | Valerij Romul                                       | Valerij Romul                                       |  |  | Fausta                                                      | Fausta                                                      | Fausta                                                      | Fausta                                                      | Fausta                                                      | Fausta                                                      |  |  | Konstantin I. rimski cesar 312–324 | Konstantin I. rimski cesar 312–324 | Konstantin I. rimski cesar 312–324 | Konstantin I. rimski cesar 312–324 | Konstantin I. rimski cesar 312–324 | Konstantin I. rimski cesar 312–324 |           |           | Flavij Dalmacij cenzor               | Flavij Dalmacij cenzor               | Flavij Dalmacij cenzor               | Flavij Dalmacij cenzor               | Flavij Dalmacij cenzor               | Flavij Dalmacij cenzor               |  |  | Julij Konstancij konzul 335     | Julij Konstancij konzul 335     | Julij Konstancij konzul 335     | Julij Konstancij konzul 335     | Julij Konstancij konzul 335     | Julij Konstancij konzul 335     |